# 스탸르난
스탸르난(아이슬란드어: Stjarnan)는 가르다바이르를 연고로 하는 아이슬란드의 축구 클럽이다. 남자, 여자팀 모두 1부 리그인 베스타 데일드에 참가하고 있다. 독특한 골 세리머니로 유명한 팀이다.

## 선수 명단

### 현역
- 그뷔드뮌뒤르 크리스티얀손(2023 ~ )
- 에밀 아틀라손(2020 ~ )
- 하랄뒤르 비요른손(2017 ~ )